# Bangkok Dangerous
Bangkok Dangerous (bra: Perigo em Bangkok; prt: Bangkok Dangerous - O Perigo Espreita) é um filme estadunidense de 2008, escrito e dirigido pelos tailandeses Pang Brothers, na cidade de Bangkok. Foi lançado na América do Norte em 5 de setembro de 2008.
O orçamento de Bangkok Dangerous foi de US$ 40 milhões, e as filmagens ocorreram em agosto de 2006.

## Elenco
- Nicolas Cage .... Joe
- Danny Pang .... Kong
- Charlie Yeung .... Fon
- James With .... Chicago
- Nirattisai Kaljaruek .... Surattt
- Panward Hemmanee .... Aom